# قلعه قاسم‌آباد
قلعه قاسم‌آباد مربوط به دوره زند است و در یزد، بلوار دانشجو، کوی قاسم‌آباد واقع شده و این اثر در تاریخ ۱۷ اسفند ۱۳۸۱ با شمارهٔ ثبت ۷۷۷۶ به‌عنوان یکی از آثار ملی ایران به ثبت رسیده است.